# ジョン・ウォーカー (博物学者)

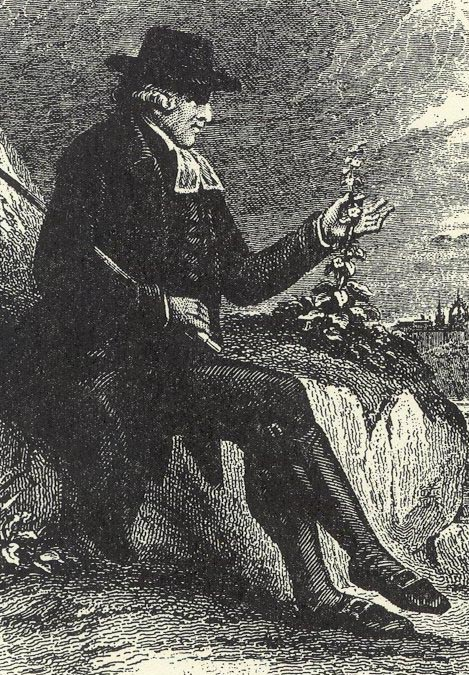
ジョン・ウォーカー

ジョン・ウォーカー（John Walker FRSE、1731年 - 1803年）は、スコットランドの聖職者、博物学者である。エディンバラ大学の博物学の教授を務めた。スコットランドの地主たちや、スコットランドの高官に農業、鉱工業の分野で助言を与えた。

## 生涯
エディンバラのCanongateに教師の息子に生まれた。1746年にエディンバラ大学に入学し、1749年に神学の学位を得た、スコットランド国教会のPresbyterian（教会役員）に任命され、教区牧師として、30年間働く一方、余暇に科学的研究を行った。1750年代にエディンバラ科学協会（Edinburgh's Philosophical Society）に参加し、ウィリアム・カレンのもとで化学を学んだ。協会から賞を受け、1757年にロンドン王立協会のフィロソフィカル・トランザクションズにも投稿した。カレンの庇護をうけ、化学や鉱物学を専門とし、スコットランド王室の高官、ビュート卿（Lord Bute）、ホープトン卿（Lord Hopetoun）、カスカート卿（Lord Cathcart）、ケームズ卿（Lord Kames）らの科学的アドバイザーを務めた。
1760年代には、高官との付き合いを生かして、スコットランドの鉱山を巡回し、豊富な鉱物コレクションを作りあげた。1760年代半ばにはスコットランド有数のアマチュア博物学者の一人として知られるようになった。これによりスコットランド国教会とthe Board of Annexed Estatesによって1764年と1771年にハイランド地方とヘブリディーズ諸島の博物学探検を命じられた。これらの博物学探検の結果は北スコットランドの鉱物、植物、動物、気候に関する科学的記録を残した。1770年代にはスコット誌（"Scots Magazine"）やフィロソフィカル・トランザクションズへの寄稿を行った。1779年にロバート・ラムゼーの後任のエディンバラ大学の博物学教授に選ばれた。ウォーカーは1803年までその職を務めた。エディンバラ大学での博物学の1年間の講義の前半は気象学、水理学、地理学を教え、後半は鉱物、植物、動物学を教えた。1760年代にリンネの植物分類法を受け入れたが、鉱物や動物学の分類法に関してはリンネの方法に反対し、独自の方法を作った。生涯を通じてスコットランド国教会の宗教家としての立場を保ち、1790年にはスコットランド国教会の最高位であるModeratorに選ばれた。
ウォーカーは多くの有名な博物学者・科学者となった人物たちを教えた。その中には、ジョン・プレイフェア、ジェームズ・エドワード・スミス、ジェームズ・ホール、ムンゴ・パーク、ロバート・ウォーリング・ダーウィン、ロバート・ブラウン、トーマス・ベドーズ、トーマス・チャールズ・ホープ、サミュエル・ラタム・ミッチェルらがいる。